# 长江源
长江源即“长江源地区”、“长江源流地区”，指长江上游通天河的楚玛尔河口以上的长江源流各个水系，流域面积约十一万平方公里。也有学者把玉树县巴塘河口以上称为长江源地区，据此流域面积则为15.84万平方公里。
长江源地处青藏高原腹地的羌塘高原，集中于青海省的玉树藏族自治州、果洛藏族自治州和海西蒙古族藏族自治州三州境内。分布有大面积的雪山冰川、高寒湿地、高寒荒漠，为世界具有独特的生物基因物种资源生态圈之一。境内水系发达，河溪湖泊众多。居住的主要民族有藏族和蒙古族。长江源分为南源、北源和西源，长江源区平均海拔超过5000米，多被认为属于人的生命禁区。
- 北源為楚玛尔河水系；
- 西源為沱沱河水系，发源於唐古拉山脉主峰格拉丹冬西南侧姜古迪如冰川；
- 南源為当曲水系，发源於唐古拉山脉东段霞舍日阿巴山东麓（一說加色格拉峰峰頂[1]）。

## 正源之争议
对长江源进行细致的考察前，公认的结论是发源于格拉丹冬雪山的沱沱河为长江源头；但确定大河源头的标准，即以河源惟远、水量惟大和对应于河流主方向等标准。一些人包括地理学、测绘学专家认为当曲的水流量是沱沱河的5至6倍，流域面积是沱沱河的1.8倍；当曲应作为长江正源。

## 长江长度计算
江源之争对长江之长度计算發生实质性变化。

### 1985年實地勘查
1985年，曾為美國《國家地理》雜誌探險、攝影、寫作的黃效文，以美國太空梭照片及實地勘查，發表加色格拉峰當曲上游的若霞能為長江源頭，其長度比發源自格拉丹冬雪山的沱沱河多4.1公里，流量也多5倍。

### 2001年卫星遥感测算
2001年，中国科学院遥感应用研究所在专家刘少创主持下，利用卫星遥感影像测量计算，测量结果精确到了小数点后。测出长江长度新数据6211.3公里。其课题小组利用近40幅覆盖长江干流的卫星影像，卫星影像是由美国地球资源卫星拍摄，分辨率达到30米。计算方式以沿河道的中心线，对长江正向量测了三遍，又反向量测了三遍，经计算机多次运算和几何纠正后得出结果。
这次研究，以当曲作为长江源头测算的，具体为当曲源头位置东经94度35分54秒，北纬32度43分54秒，海拔5042米算起。当曲 (由源头至囊极巴陇)360.8公里、沱沱河357.6公里、通天河787.7公里、金沙江2322.2公里、宜宾以下2740.6公里。

### 2008年三江源头科学考察
三江源头科学考察在2008年9月6日启动。确定河源的标准与方法按照国际上河流正源确定的三个标准，即‘河源唯长’、‘流量唯大’、‘与主流方向一致’，同时考虑流域面积，河流发育期、历史习惯。根据这次科考，当曲最长的源头且曲长于沱沱河最长的支流尕恰迪如冰川与沱沱河支流姜古迪如冰川。

## 勘察历史
传统上，长江发源地被描述为南北两源：北源发源于可可西里山东麓的楚玛尔河；南源发源于祖尔肯乌拉山北麓的穆鲁乌苏河（今称尕尔曲）。1971～1975年总参测绘局组织兰州军区、成都军区、新疆军区、福州军区、昆明军区、北京军区所辖测绘大队实施青藏高原无图区的测图会战。1974年12月兰州军区第六测绘大队3队13中队在长江源头地区调绘任务的陈德安、万峰小组，在各拉丹冬雪山脚下的冰川尽处，发现了沱沱河源头准确地标绘在航空像片上，测制了沱沱河源头1：10万地形图。
1976年长江流域规划办公室牵头，会同中央新闻纪录电影制片厂、《人民画报》社、《人民中国》杂志社等媒体，共28人组成江源拍摄调查组，对长江源头进行实地考察。1976年7月25日，在兰州军区第六测绘大队参谋王兴才带领下，江源拍摄调查组人员进入纳钦曲东支源头的姜古迪如南侧冰川，观察了地形，并拍摄了电影和照片。
根据1974年12月测绘的1：10万地形图和1976年7月实地考察结果，按照世界“河源唯远”确定河源的原则，确定长江源头发源于唐古拉山主峰各拉丹雪山西南侧的沱沱河。1978年1月13日，新华社正式宣布——长江的源头不在巴颜喀拉山南麓，而是在唐古拉山脉主峰各拉丹冬雪山西南侧的沱沱河；长江全长不止5800公里，而是6300公里。1978年，长江流域规划办公室再次会同新闻、科研单位，组成有测绘、水文、地理、生物、冰川等专业研究和技术人员参加的长江源头拍摄调查队，在兰州军区全力支持和测绘部队的参与下，以已经测制的1：10万地形图为依据，对长江源头进行了一次较为全面的考察。
1978年8月25日 ，兰州军区第六测绘大队派出8名熟悉江源地区地形的参谋人员，带领考察人员按照当年大队人马进入当曲源头地区的路线，从沱沱河兵站乘车翻越唐古拉山，经那曲到达巴青县江绵区，然后骑马再由南向北返回越过唐古拉山，到达当曲源头地区进行拍摄考察，提出当曲为长江源观点。 